# Шапел Сеселен
Шапел Сеселен (фр. Chapelle-Cécelin) насеље је и општина у северној Француској у региону Доња Нормандија, у департману Манш која припада префектури Авранш.
По подацима из 2011. године у општини је живело 223 становника, а густина насељености је износила 42,72 становника/km². Општина се простире на површини од 5,22 km². Налази се на средњој надморској висини од 236 метара (максималној 242 m, а минималној 160 m).

## Демографија
| 1962. | 1968. | 1975. | 1982. | 1990. | 1999. | 2011. |
| ----- | ----- | ----- | ----- | ----- | ----- | ----- |
| 170   | 239   | 191   | 187   | 194   | 215   | 223   |

График промене броја становника у току последњих година